# Abbas (nome)
Abbas (in alfabeto arabo: عبّاس, traslitterato più propriamente come ʿAbbās) è un nome proprio di persona arabo, persiano e urdu maschile.

## Origine e diffusione
Riprende un vocabolo arabo che significa "colui che è spesso accigliato", ossia "austero"; questo nome venne portato da uno zio del profeta Maometto e anche da un figlio di ʿAlī, il quarto califfo, e ha dato origine ad una serie di cognomi quali Abbas e Abbasi.

## Persone

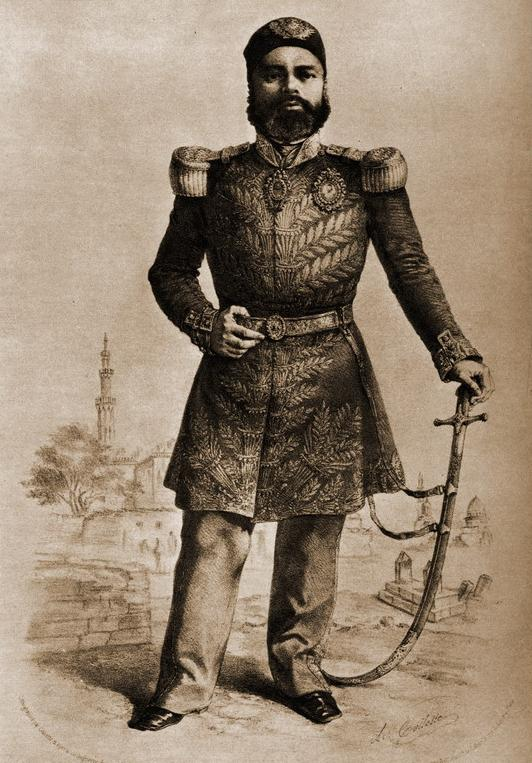
ʿAbbās I d'Egitto

- ʿAbbās I d'Egitto, politico e militare egiziano
- ʿAbbās I il Grande, scià di Persia
- ʿAbbās II, scià di Persia
- ʿAbbās al-Nūrī, attore siriano
- ʿAbbās ʿAṭṭār, fotografo iraniano
- Abbas el-Aqqad, scrittore egiziano
- Abbas El Fassi, politico e diplomatico marocchino
- Abbas Fahdel, regista, sceneggiatore e critico cinematografico iracheno naturalizzato francese
- ʿAbbās Ḥilmī, ultimo chedivè d'Egitto
- Abbas ibn Firnas, scienziato e inventore berbero
- Abbas Khider, poeta e scrittore tedesco
- Abbas Kiarostami, regista, sceneggiatore, montatore, poeta, fotografo, pittore e scultore iraniano
- Abbas Mirza, principe ereditario di Persia
- Abbas Səhhət, poeta, drammaturgo e traduttore azero